# エフゲニー・イワノフスキー
エフゲニー・フィリポヴィチ・イワノフスキー（ロシア語: Евгений Филиппович Ивановский, ベラルーシ語: Яўген Піліпавіч Іваноўскі, ラテン文字表記の例:Yevgeni Filippovich Ivanovski；1918年3月7日 - 1991年11月23日）は、ソ連の軍人。上級大将。

## 経歴
モギリョフ県（現在のベラルーシ・ヴィツェプスク州）チェレヤ村出身。1936年から赤軍に入り、1938年、サラトフ装甲戦車学校を卒業。1939年、ポーランド侵攻、冬戦争に従軍。
独ソ戦時、装甲戦車兵軍事アカデミーの促成課程を修了し、1941年10月から戦車中隊長、大隊長、戦車旅団参謀次長、戦車軍団参謀部の情報課長、作戦課長、自走砲連隊長を歴任。モスクワの戦い、スターリングラード攻防戦、クルスクの戦い、ドニエプルの戦い、ウクライナ、ポーランドの解放、東プロシア作戦、オーデル渡河作戦に参加。
戦後は、軍参謀部課長（1946年）、自走砲担当白ロシア軍管区装甲戦車・機械化兵副司令官（1953年）、戦車師団参謀長、師団長（1953年）を経て、1958年に参謀本部アカデミーを卒業した後、極東軍管区参謀第一次長（1958年）、軍司令官（1961年）、モスクワ軍管区第一副司令官（1965年）、モスクワ軍管区司令官（1968年）を歴任。1972年7月から駐独ソビエト軍集団総司令官。
1971年4月からソ連共産党中央委員会委員。第8期、第9期ソ連最高会議代議員。
晩年はモスクワで過ごした。死後は市内のノヴォデヴィチー墓地に葬られた。
回顧録を1作残している。

## 受勲
- ソ連邦英雄 2度（1981年、1985年）
- レーニン勲章 3度
- 赤旗勲章 4度[2][3][4]
- クトゥーゾフ勲章一等（1982年）
- スヴォーロフ勲章三等
- 祖国戦争勲章
  -  一等 2度
  -  二等[5]
- 赤星勲章 2度
- ソ連軍勤務時祖国奉仕記章（英語版）三等
- レニングラード防衛記章
- スターリングラード防衛記章